# Guvern al regenței poloneze

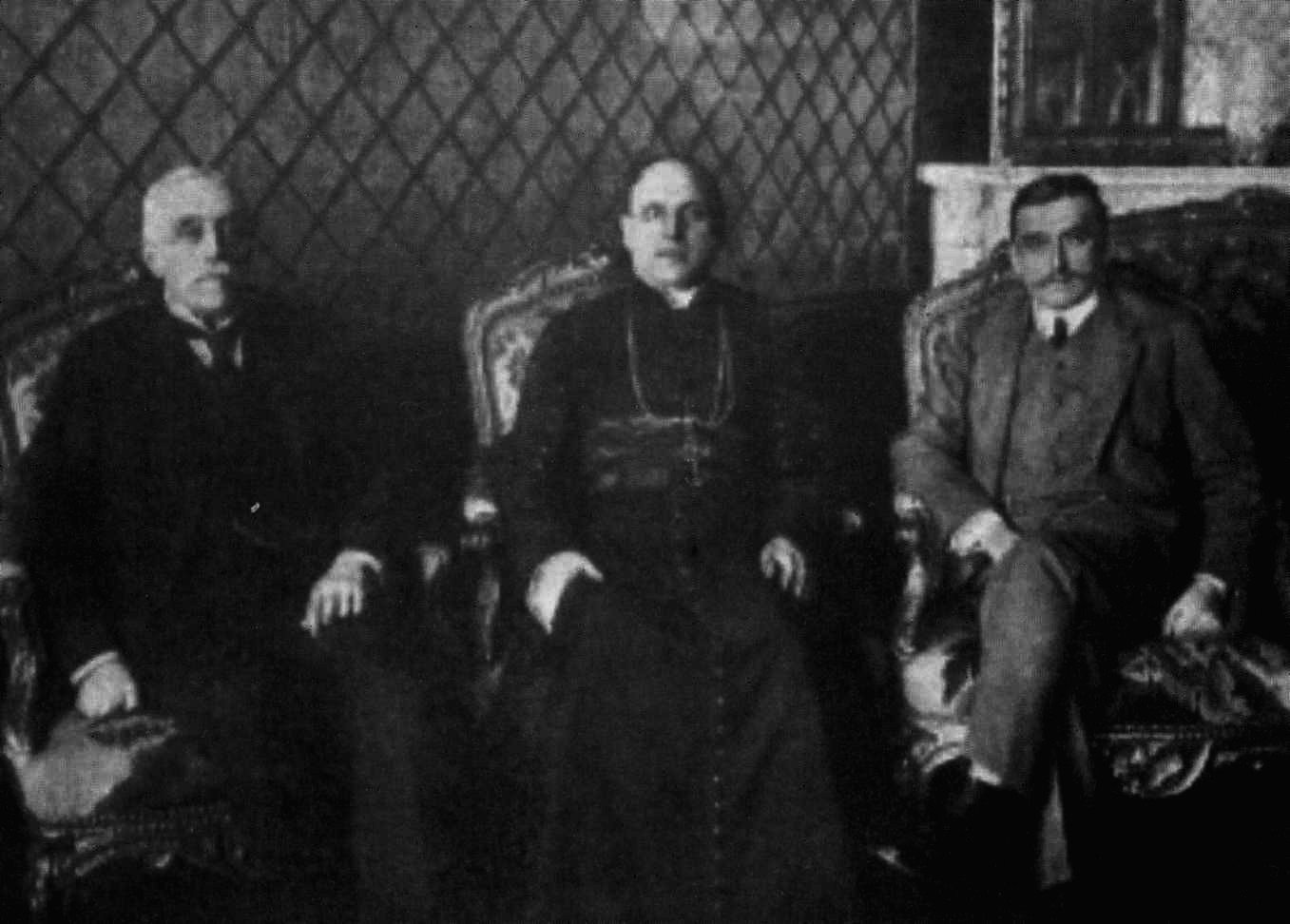
Consiliul de regenţă: Ostrowski, Kakowski, Lubomirski

Consiliul de regență al Regatului Poloniei (în poloneză Rada Regencyjna Królestwa Polskiego) a fost temporar autoritatea semi-independentă cea mai înaltă (șef al statului) în timpul Primului Război Mondial, compusă din Germania, Austro-Ungaria în teritoriile poloneze ocupate în septembrie 1917. Se plănuise ca acesta să dureze până când ar fi fost ales un nou rege sau regent. În octombrie 1917 Consiliul a predat atribuțiile de conducere la Polnische Wehrmacht.
Membrii Consiului de Regență erau:
- Cardinalul Aleksander Kakowski, Arhiepiscop al Varșoviei,
- Prințul Zdzisław Lubomirski, Președinte (Primar) al Varșoviei,
- Józef Ostrowski, un politician conservator, fost președinte al Clubului Polonez în Duma din Sankt Petersburg

## Istorie
Împreună cu Consiliul de Stat și guvernele alcătuite, acesta exercita puteri administrative limitate, mai ales în domeniile justiției și învățământului. La 7 octombrie 1918, acesta a declarat independența Poloniei, și la 11 noiembrie în același an i-a încredințat autoritatea lui Józef Piłsudski, nou-numitul guvernator al statului (Naczelnik Państwa). 

## Primi Miniștri (1917-1918)
- 20 noiembrie 1917 - 27 februarie 1918 : Jan Kucharzewski
- 27 februarie 1918 - 3 aprilie 1918 : Antoni Ponikowski
- 4 aprilie 1918 - 23 octombrie 1918 : Jan Kanty Steczkowski
- 23 octombrie 1918 - 5 noiembrie 1918 : Józef Świeżyński
- 5 noiembrie 1918 - 11 noiembrie 1918 : Władysław Wróblewski